# Saint-Just-d’Avray
Saint-Just-d’Avray – miejscowość i gmina we Francji, w regionie Owernia-Rodan-Alpy, w departamencie Rodan.
Według danych na rok 1990 gminę zamieszkiwały 594 osoby, a gęstość zaludnienia wynosiła 34 osób/km² (wśród 2880 gmin regionu Rodan-Alpy Saint-Just-d’Avray plasuje się na 1067. miejscu pod względem liczby ludności, natomiast pod względem powierzchni na miejscu 626.).
Nazwa miejscowości pochodzi od świętego Justa.